# Psychotria elliptica
Psychotria elliptica là một loài thực vật có hoa trong họ Thiến thảo. Loài này được (Kunth) Humb. & Bonpl. ex Schult. miêu tả khoa học đầu tiên năm 1819.

## Hình ảnh

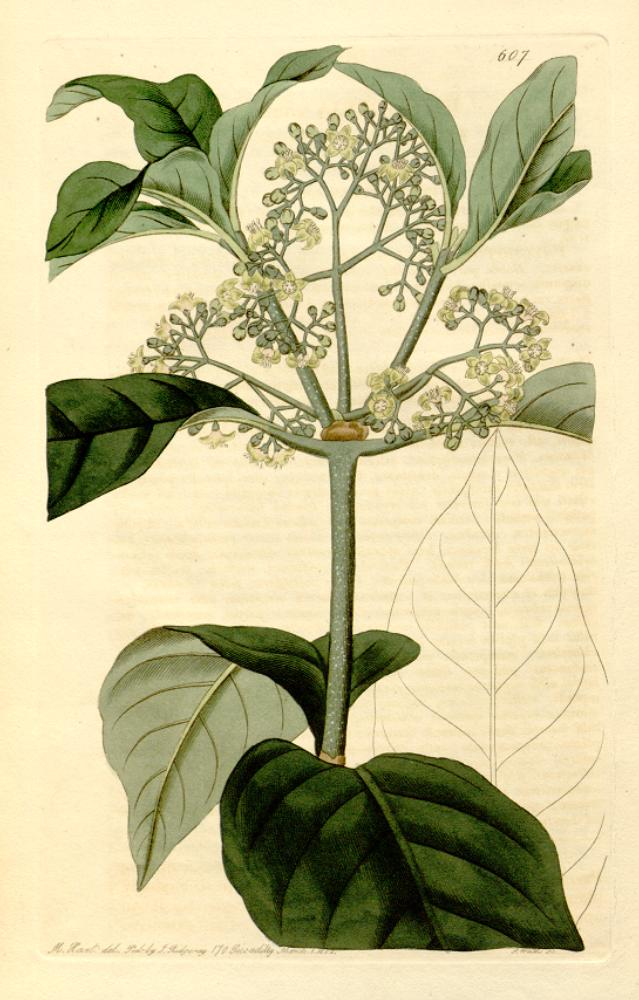
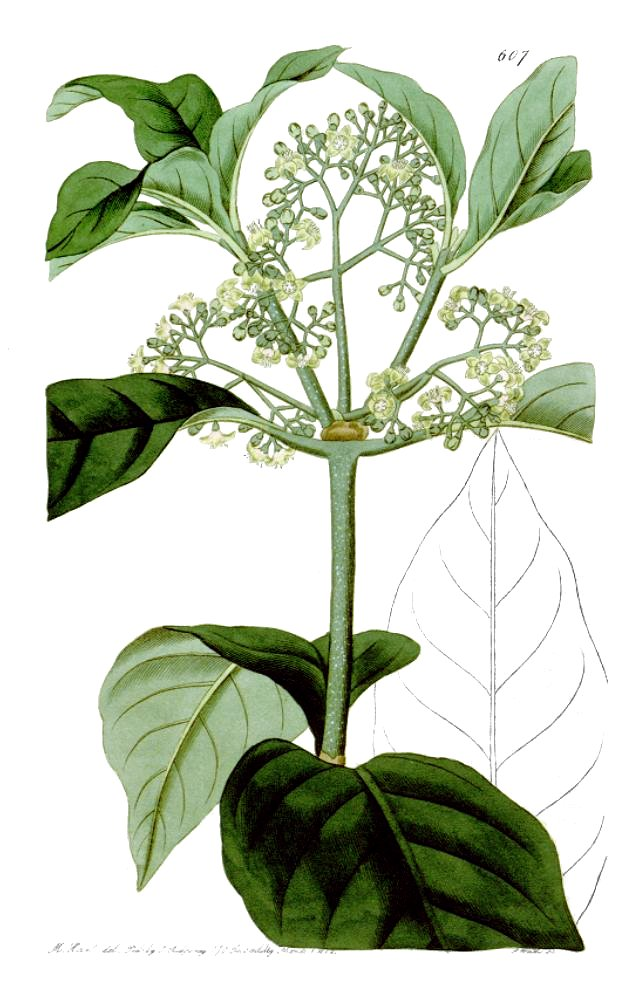